# Prostie

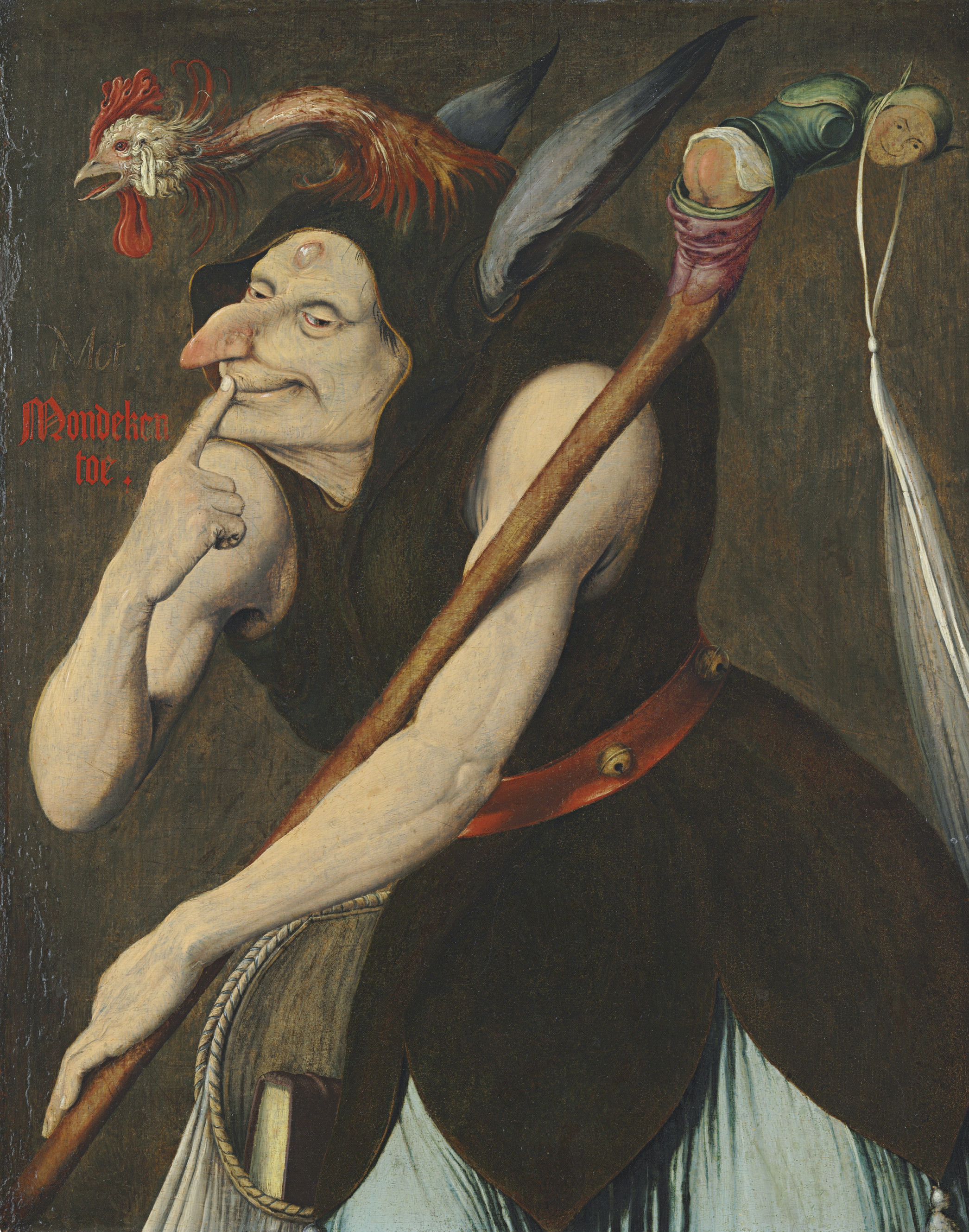

Prostia este în limbaj uzual-familiar însușirea unei persoane de a fi lipsită de inteligență, de a fi ignorantă sau incultă. De asemenea această caracteristică poate fi atribuită ca atare sau  doar în accepția cuiva, acțiunilor unui subiect, vorbelor acestora sau credințelor lui. Termenul se poate referi și la o judecată inadecvată sau la lipsa de sensibilitate sau bun-simț a anumitor persoane. În ciuda încercărilor de a măsura inteligența, precum testele IQ, rămâne destul de dificil de determinat cine e prost sau deștept. Adjectivul prost este des folosit în sens peiorativ. 
Enciclopedia Prostiei (De Encyclopedie van de Domheid) scrisă de olandezul Matthijs van Boxsel e bazată în ideea autorului că prostia e fundamentul civilizației noastre și conform convingerii că nimeni nu e atât de inteligent încât să-și dea seama cât de prost este. În lucrare prostia era definită ca: auto-distrugere inconștientă, capacitatea de a acționa împotriva lucrurilor ce îți aduc fericirea. 
Un citat care îi este atribuit lui Albert Einstein zice: Doar două lucruri sunt infinite, Universul și prostia umană, dar eu nu sunt sigur despre primul "

## Prostia în comedie
De când există omenirea, prostia a fost sursa principală a umorului. În Evul Mediu au apărut bufonii și clovnii, personaje care prezentau în mod exagerat această trăsătură umană. Personaje având această caracteristă abundă în filmele de comedie și desene animate (Homer Simpson, Mr. Bean, etc.)

## Prostia comentată
În cadrul evenimentului intitulat „Dincolo de granițele imposturii, incompetenței și prostiei”, organizat la 4 iunie 2015 de Revista Cariere, Andrei Pleșu afirma următoarele:
Prostul ȘTIE. E sigur. E un om care exhibă competențe și e sigur de ele. Dacă crezi că știi ceva, trebuie să vezi dacă nu treci printr-o criză de prostie.
Prostul nu poate fi contrazis, are convingeri de beton. E un om fericit. E plăcut să știi că știi, că ai dreptate. Chiar dacă nu contezi!...
Când vedem un știutor, trebuie să fim suspicioși: prostul e serios. E solemn. Nu se joacă. E demn, inflexibil, pietrificat. Ia toate lucrurile în serios, dar mai ales pe el însuși. Pentru că e serios, prostul e și sfătos. Are soluții pentru orice problemă. E o suficiență intelectuală glorioasă, e o fudulie. Are idei fixe. Nu se îndoiește de el însuși și îi place de el!